# Meistaraflokkur 1944
La Meistaraflokkur 1944 fu la 33ª edizione del campionato di calcio islandese concluso con la vittoria del Valur al suo decimo titolo.

## Formula
Le squadre partecipanti passarono da cinque a quattro che si affrontarono in un turno di sola andata per un totale di tre partite.

## Squadre partecipanti
| Club     | Città     | Posizione 1943     |
| -------- | --------- | ------------------ |
| Fram     | Reykjavík | 3°                 |
| KR       | Reykjavík | 2°                 |
| Valur    | Reykjavík | Campione d'Islanda |
| Víkingur | Reykjavík | Non partecipante   |

Tutti gli incontri si disputarono allo stadio Melavöllur, impianto situato nella capitale.

## Classifica finale
|                    | Pos. | Squadra  | Pt | G | V | N | P | GF | GS | DR |
| ------------------ | ---- | -------- | -- | - | - | - | - | -- | -- | -- |
| Islanda (bandiera) | 1    | Valur    | 5  | 3 | 2 | 1 | 0 | 6  | 3  | +3 |
|                    | 2    | KR       | 4  | 3 | 2 | 0 | 1 | 3  | 2  | +1 |
|                    | 3    | Víkingur | 2  | 3 | 0 | 2 | 1 | 4  | 6  | -2 |
|                    | 4    | Fram     | 1  | 3 | 0 | 1 | 2 | 3  | 5  | -2 |

Legenda:

      Campione di Islanda
Note:

Due punti a vittoria, uno a pareggio, zero a sconfitta.

### Verdetti
- Valur Campione d'Islanda 1944.